# ماريوس جورجيو (لاعب جمباز)
ماريوس جورجيو (من مواليد 10 نوفمبر 1997) هو لاعب جمباز فني قبرصي، يمثل دولته في المسابقات الدولية. تأهل ماريوس كلاعب جمباز وحيد في الفريق القبرصي لدورة الألعاب الأولمبية الصيفية لعام 2016 من خلال تأمين أحد الأوراق التأهيلية المتاحة في منافسة الاختبار الأولمبي في ريو دي جانيرو. 
فاز ماريوس بالميداليات الذهبية في المسابقات الأرضية والقضبان المتوازية والميدالية البرونزية في مسابقة الفردي الشامل في دورة ألعاب الكومنولث 2018.
كما تأهل لتمثيل قبرص في الألعاب الأولمبية الصيفية لعام 2020 في مسابقة الفردي الشامل للجمباز الفني للرجال.

## روابط خارجية
- ماريوس جورجيو في موقع الاتحاد الدولي للجمباز